# Chikita Violenta
Chikita Violenta es una banda mexicana de indie rock fundada en el año 2000 en la Ciudad de México. Los integrantes del grupo son el cantante Luis Arce, el guitarrista Andrés Velasco, el bajista Armando David y por el guitarrista Esteban Suárez.

## Historia
Chikita Violenta desde sus inicios ha buscado crear un sonido cercano al college rock similar al de bandas como Pavement, Sonic Youth, Built To Spill y Tortoise.
La banda mexicana se encargó de lanzar y producir su primer disco Chikita Violenta en 2003. Dos años más tarde, Chikita Violenta optó por producir su segundo álbum con Dave Newfeld, quien ha trabajado con bandas como Broken Social Scene, Super Furry Animals y Los Campesinos!. El título de este segundo material discográfico es The Stars and Suns Sessions y fue grabado en Canadá. Con este segundo material discográfico la banda se fue de gira por distintas ciudades de México y también por la costa oeste de Estados Unidos. Por último,  Chikita Violenta se presentó por dos años consecutivos en la conferencia musical SXSW. 
A finales de 2009 y principios de 2010, Chikita Violenta volvió a trabajar con el productor Dave Newfeld para grabar TRE3S, su tercer disco. Este álbum fue grabado nuevamente en Canadá y cuenta con las colaboraciones de Loel Campbell de Wintersleep, Tony Nesbitt-Larking de The Most Serene Republic y Lisa Lobsinger de Broken Social Scene. En 2010 Chikita Violenta fue la banda telonera de Built to Spill y Ra Ra Riot en algunas presentaciones de sus giras por Estados Unidos

## Discografía

### Discos de estudio
- Chikita Violenta (2003)
- The Stars and Suns Sessions (2005)
- TRE3S  (2010)

### EP
- Colapsomanía EP (2014)